# Territori de l'Alt Senegal

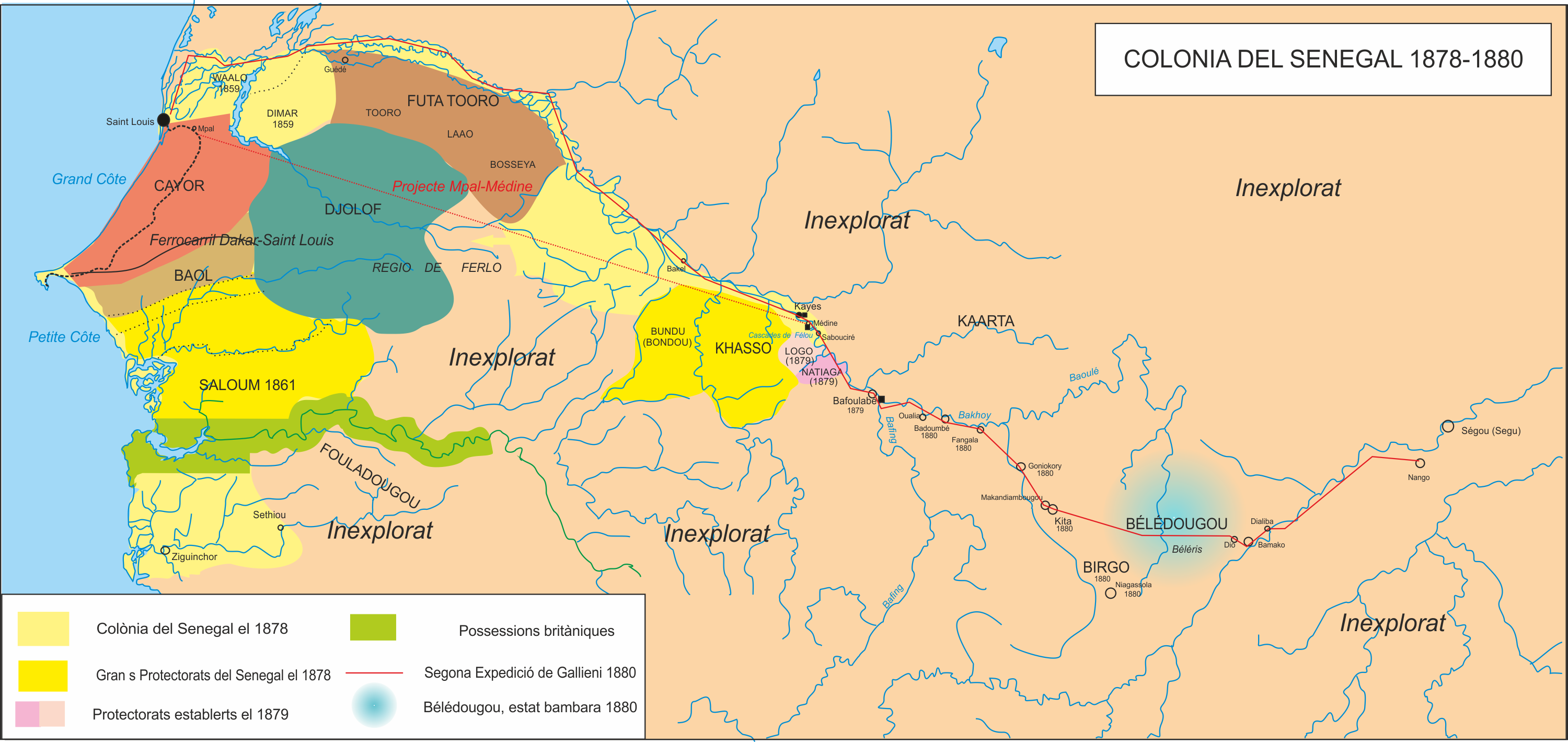
Senegal i Mali 1879-1880

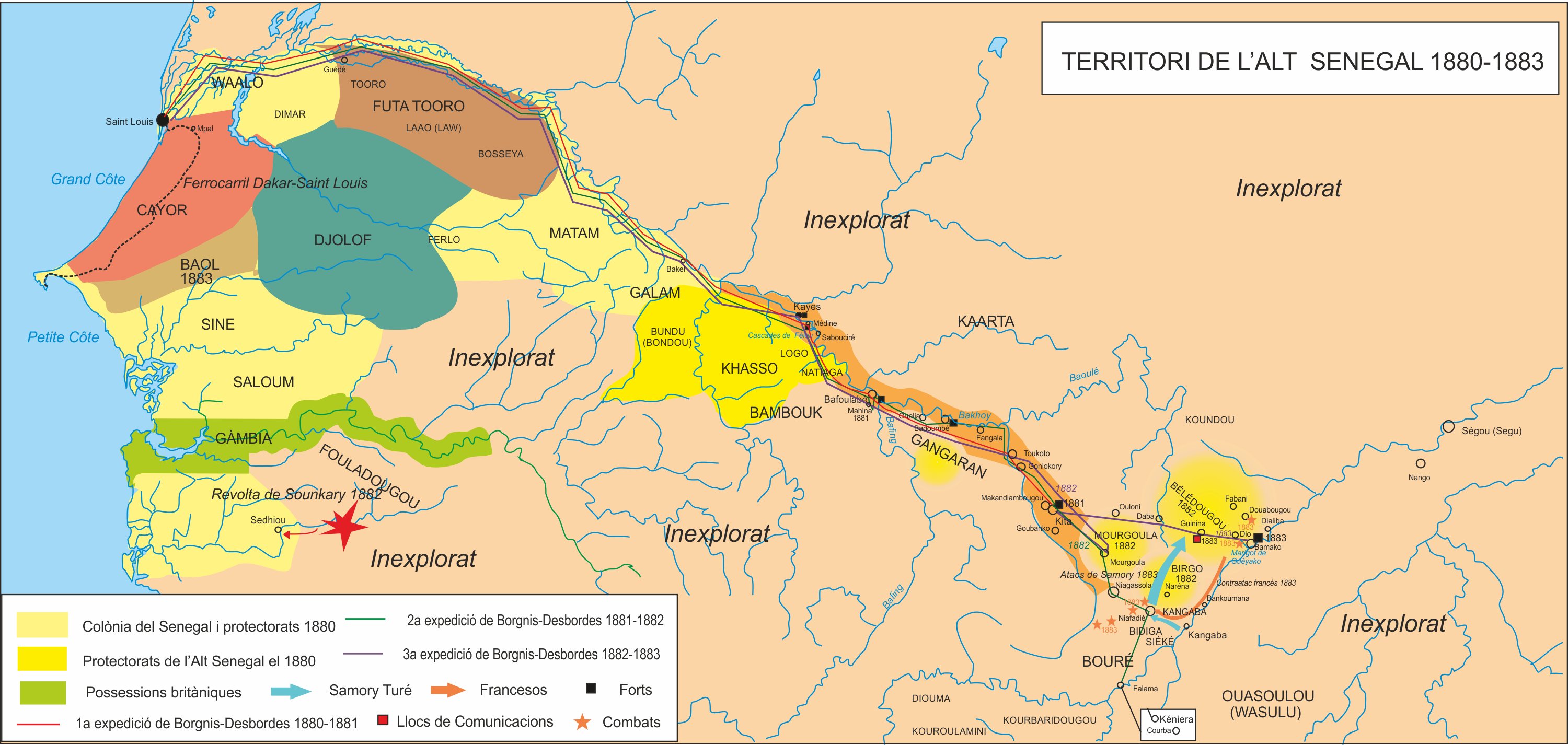
Senegal i Mali 1881-1883

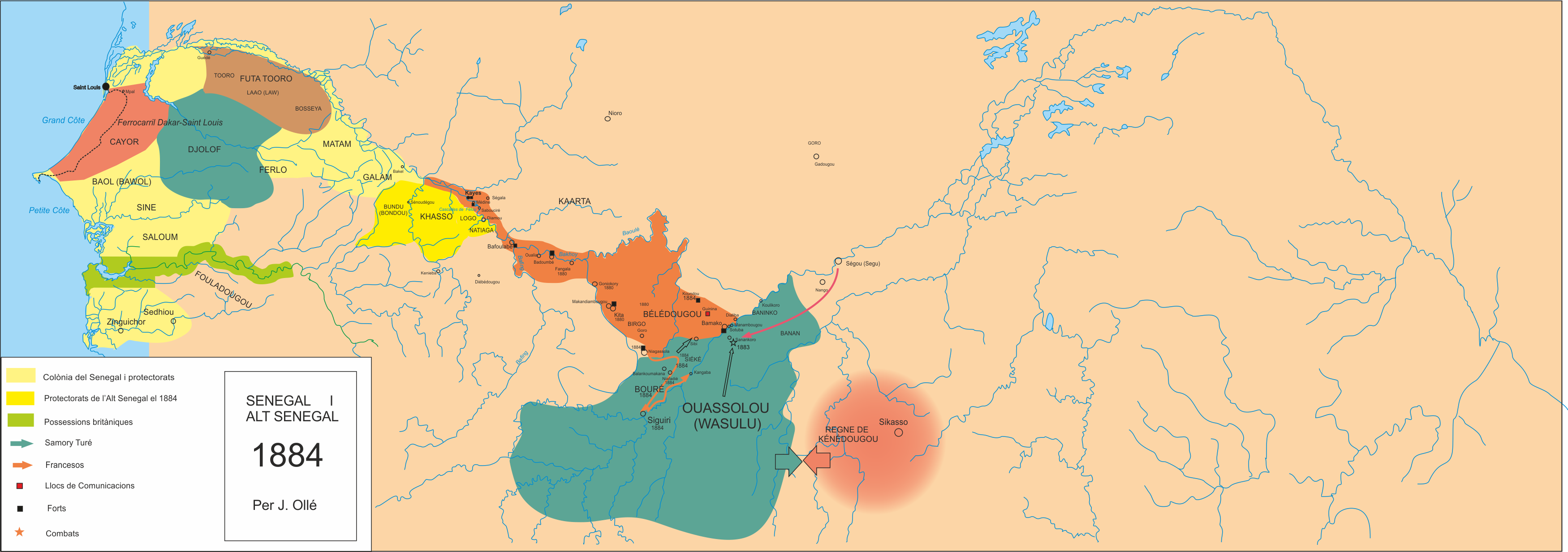
Senegal i Mali 1884

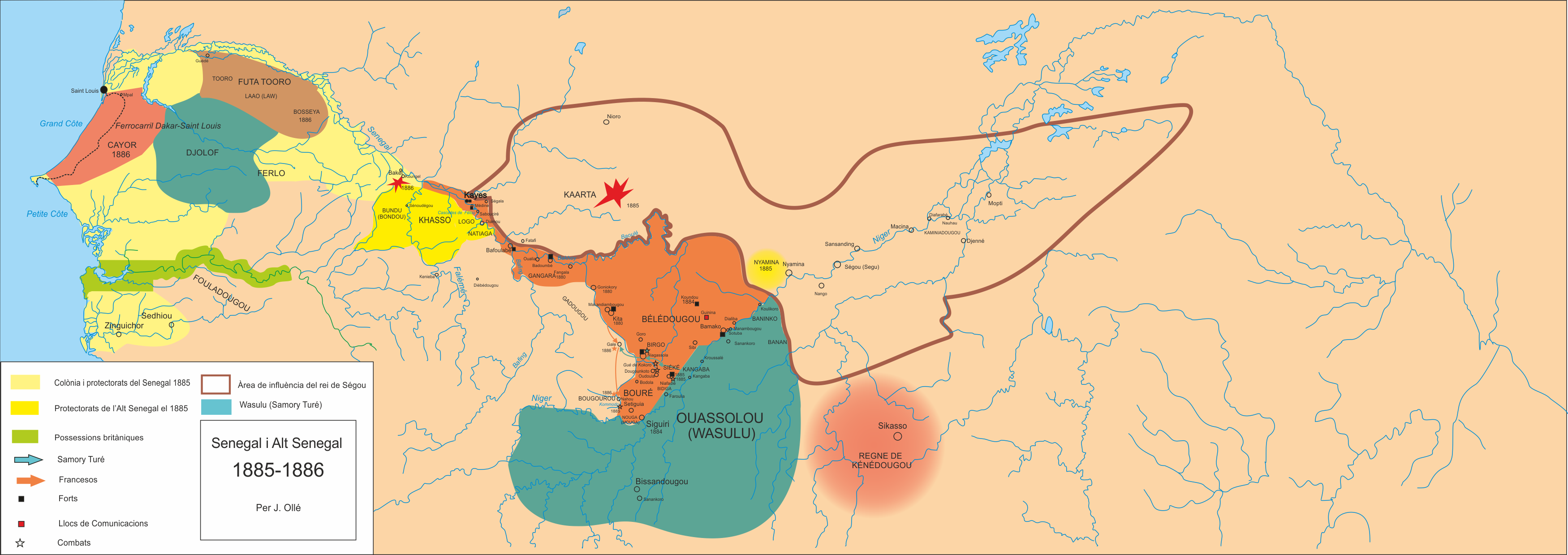
Senegal i Mali 1885-1886

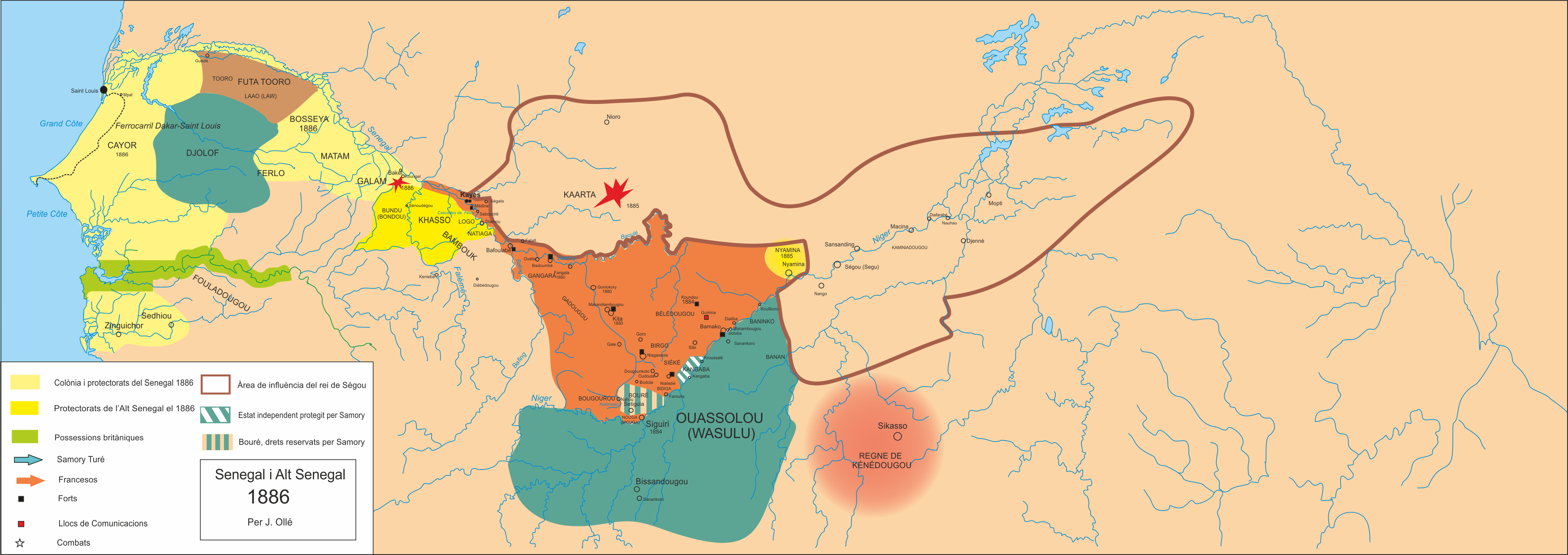
Senegal i Mali 1886

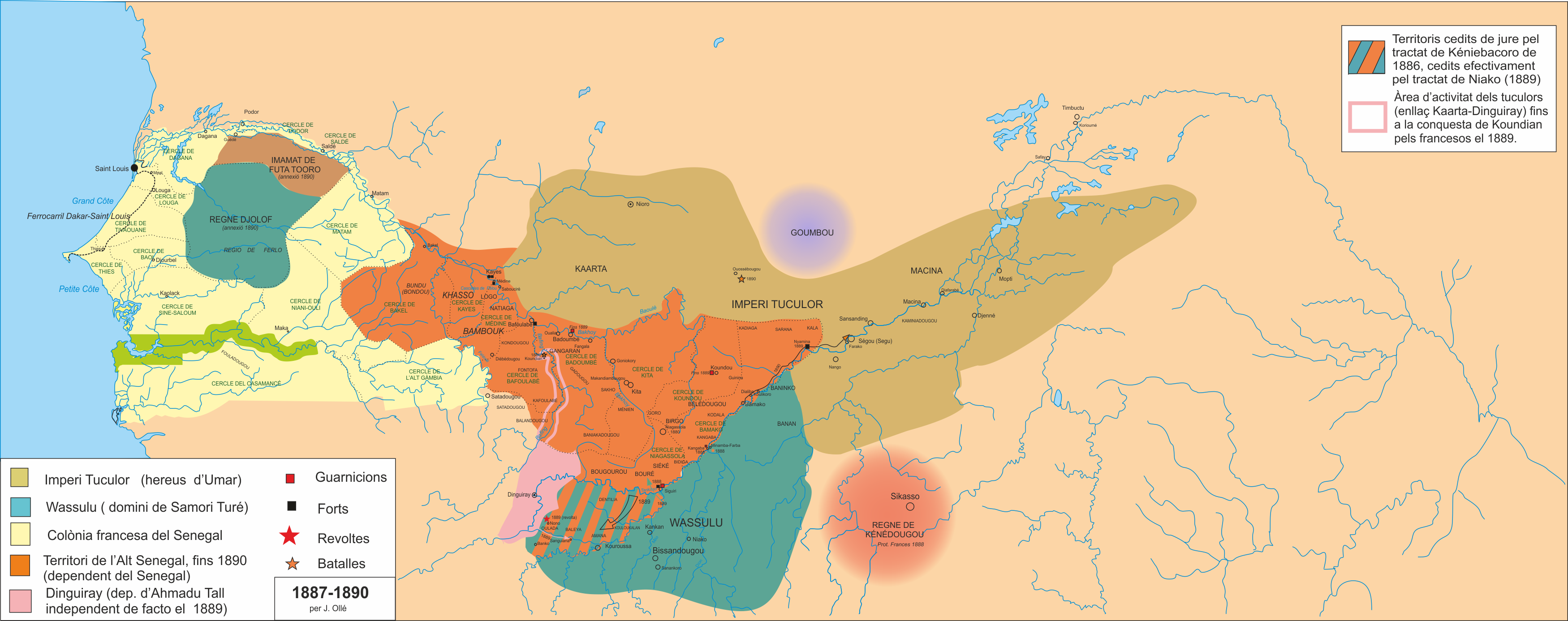
Senegal i Mali 1887-1890

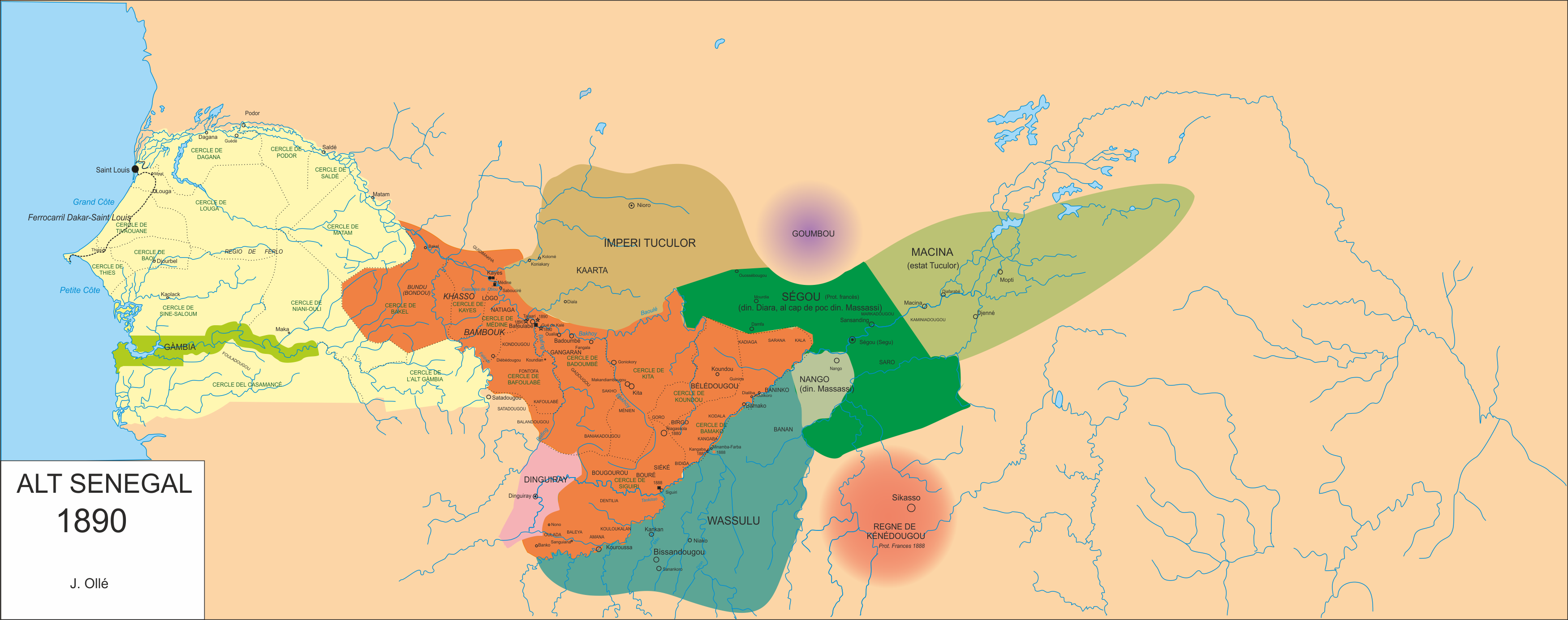
Senegal i Mali 1890, I

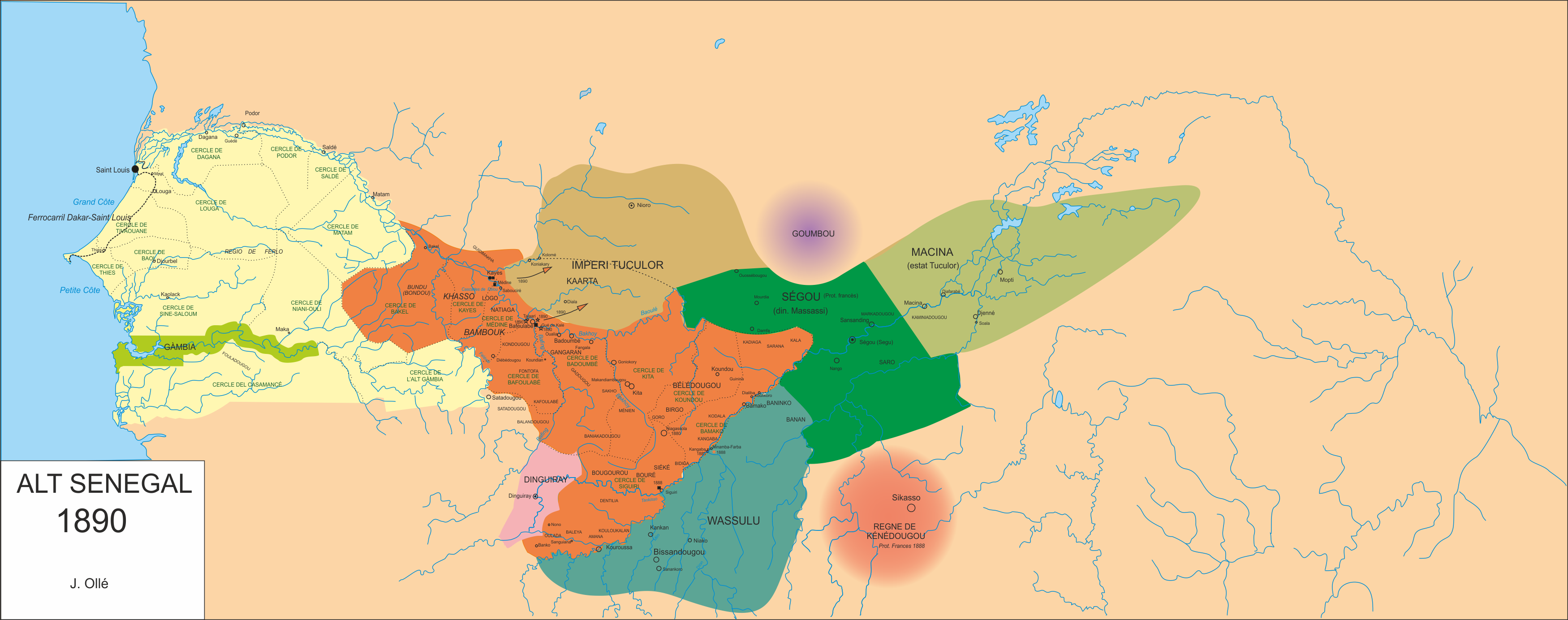
Senegal i Mali 1890, II

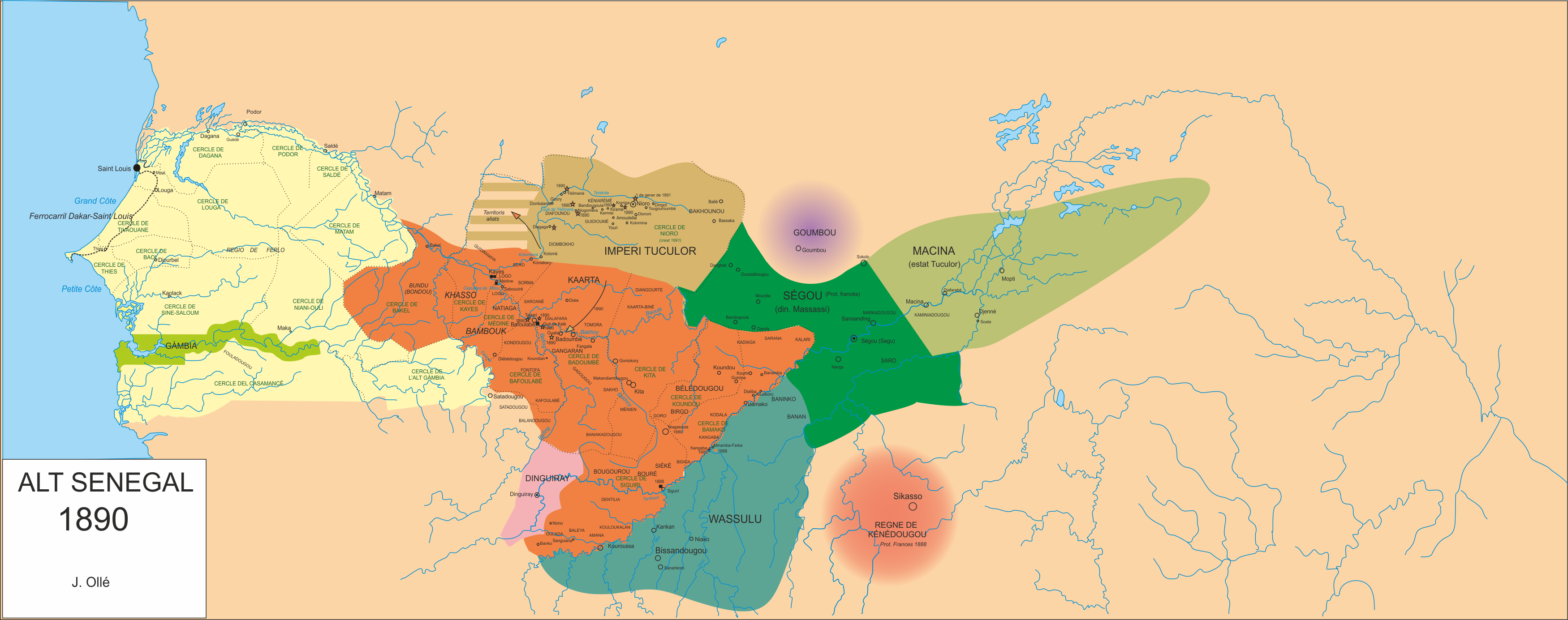
Senegal i Mali 1890, III

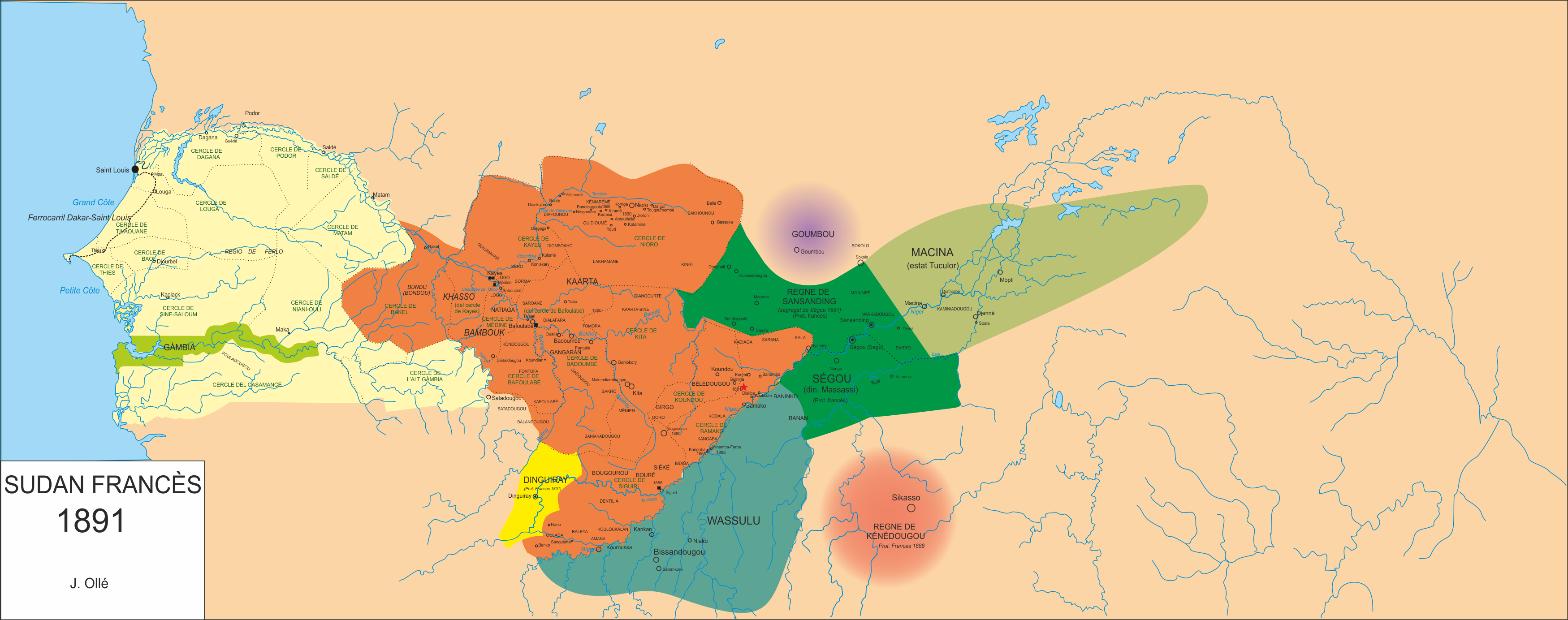
Senegal i Mali 1891, I

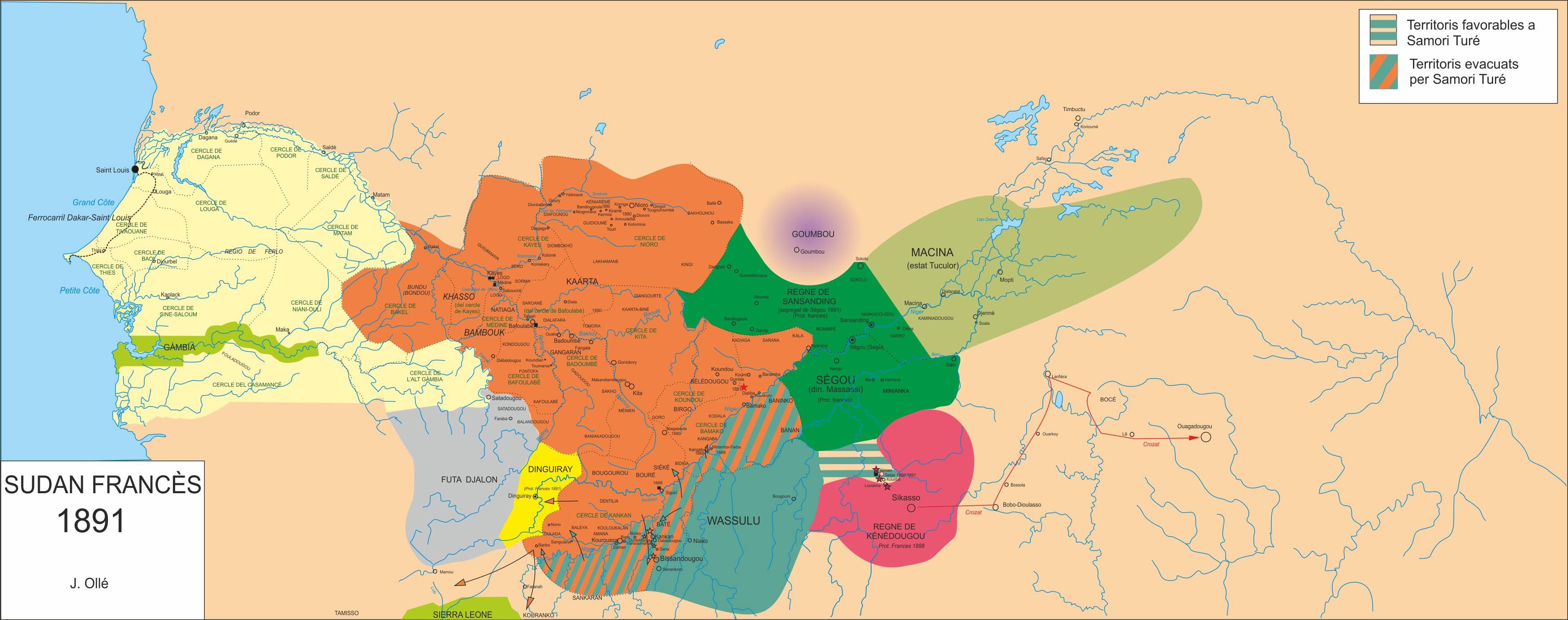
Senegal i Mali 1891, II

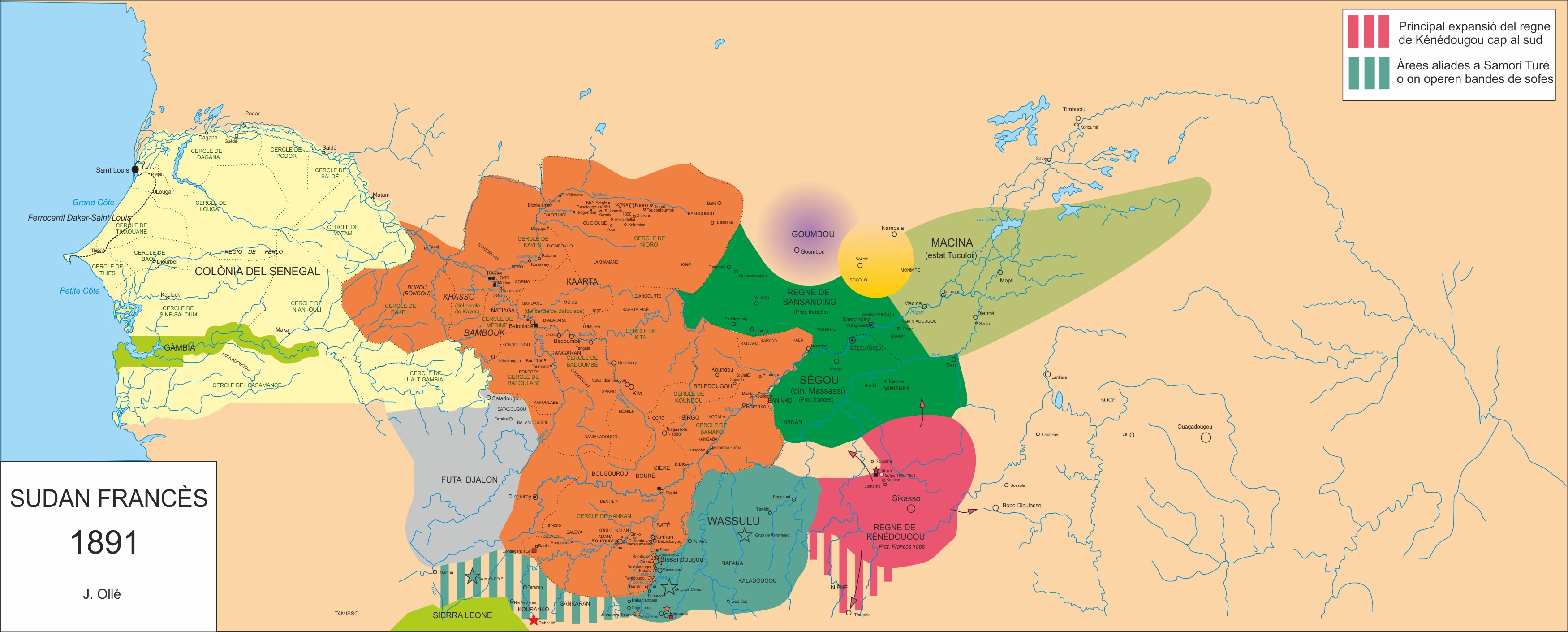
Senegal i Mali 1891, III

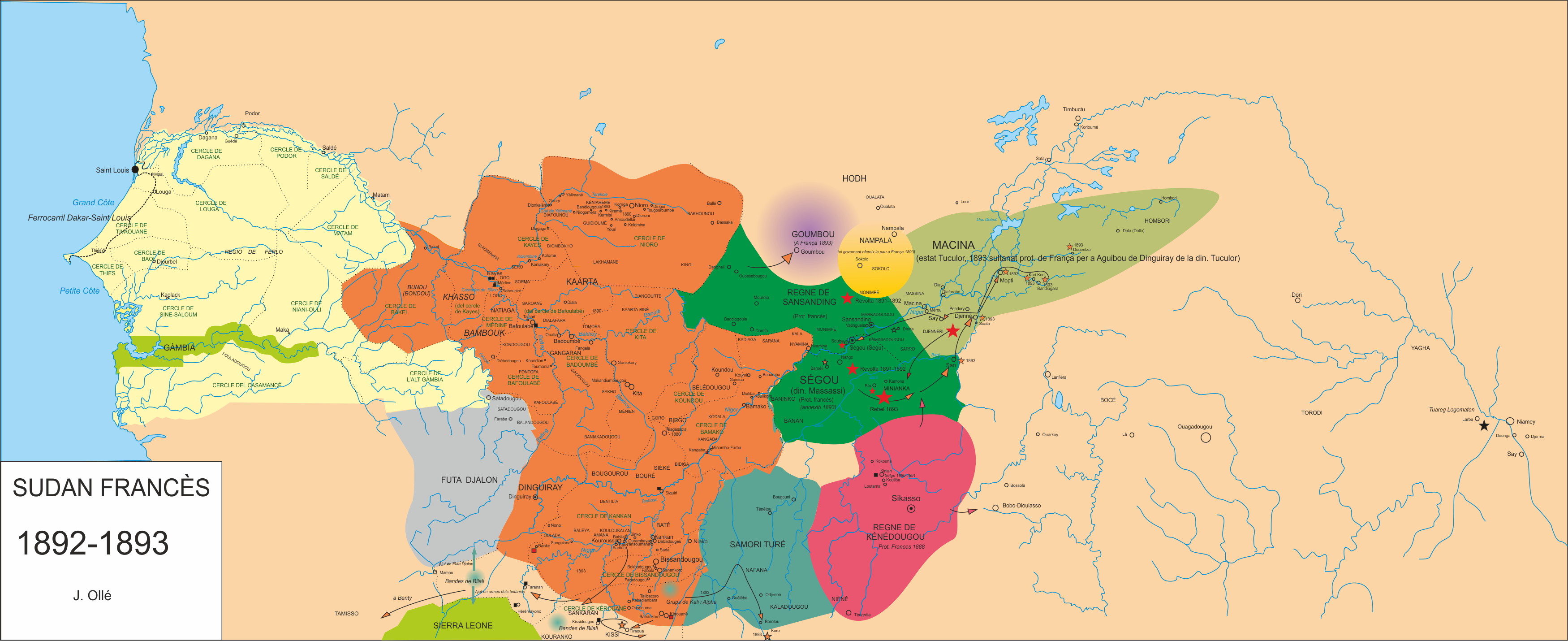
Senegal i Mali 1892

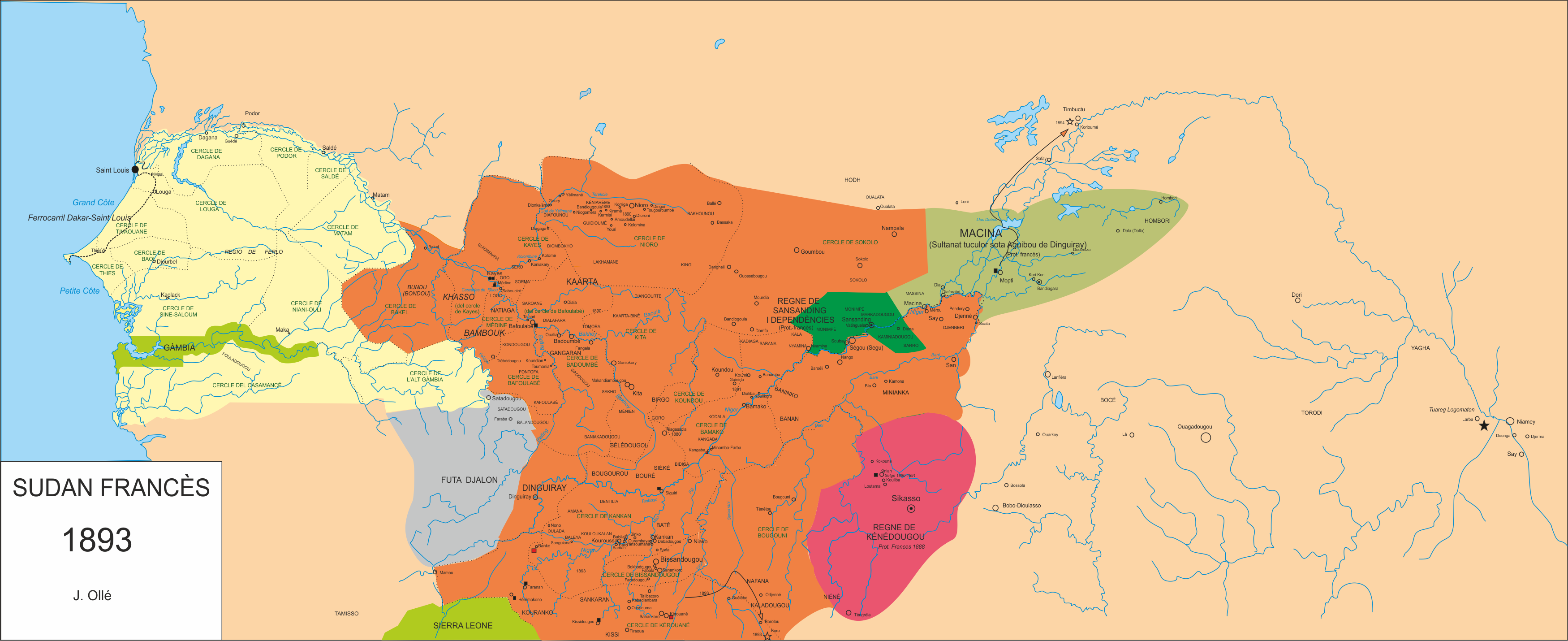
Senegal i Mali 1893

El Territori de l'Alt Senegal fou una part de la colònia de Senegal que s'estenia més enllà de les cascades de Félou. Es va crear el 6 de setembre de 1880 i la seva administració fou confiada a un comandant superior dependent del governador de la colònia del Senegal.

## Situació i administració
A finals de 1888 l'Alt Senegal estava format per un quadrilàter marcat al nord pel riu Senegal, a partir de Bakel, el riu Baoulé o una línia fins a Nyamina; a l'est pel Níger fins a Kouroussa; al sud per una línia entre Kouroussa-Ouassou; i a l'ouest, par la línia Ouassou-Bakel. Comprenia una població d'unes 200.000 persones i administrativament és dividida en deu cercles cadascun sota un oficial administrador:
- Cercle de Bakel, entre el riu Senegal, el riu Falémé i Gàmbia
- Cercle de Kayes (el país de Kaméra) ;
- Cercle de Médine, entre el Falémé i el Galougo ;
- Cercle de Bafoulabé, riba esquerra del riu Bafing fins a Dinguiray ;
- Cercle de Badumbé, entre lel Bafing, el país de Baniakadougou i el Bakhoy ;
- Cercle de Kita, entre el riu Baoulé i el Ménien ;
- Cercle de Koundou, compost pel Fouladougou oriental i limitat al sud pel país de Birgo ;
- Cercle de Bammako, entre la riba dreta del Baoulé rive droite i el Níger, amb límit pel nord en el poblat de Merkoia ;
- Cercle de Niagassola, entre els de Kita, Koundou, Bammako i Siguiri ;
- Cercle de Siguiri, al sud, al tomb del Níger

El territori va canviar el seu nom a territori del Sudan Francès el 18 d'agost de 1890 i fou erigit en colònia separada el 27 d'agost de 1892 com a colònia del Sudan Francès.

## Conquesta del territori[1]
- 1879 El coronel Brière de l'Isle, governador del Senegal rep l'aprovació del govern al projecte d'una línia fèrria des de la costa fins al riu Níger de 1.300 km
- 1879 Primera expedició de Gallieni
- El 27 de febrer de 1880 el territori del Alt Senegal quedava organitzat sota un comandant superior, Charles Émile Boilève, dependent del governador coronel Brière de l'Isle
- 29 de juliol de 1880, arriba el tinent coronel Gustave Borgnis-Desbordes que ocupa la posició de comandant superior al lloc de Boilève.
- 1880-1881 Segona expedició de Gallieni
- 1880-1881 Primera campanya de Borgnis-Desbordes
- 1881-1882 Segona campanya de Borgnis-Desbordes
- 1882-1883 Tercera campanya de Borgnis-Desbordes
- 3 de setembre de 1883 dimiteix Borgis-Desbordes i el va substituir el tinent coronel Boilève que ja havia ocupat aquestes funcions (si bé aleshores eren força nominals) abans de l'arribada de Borgnis-Desbordes el 1880.
- 1883-1884 Segon govern de Boilève
- 1884 Interinitat de Combes
- 1884-1885 Govern de Combes
- 1885 Primer intent d'arribar a Tombuctú
- 1885-1886 Govern de Frey
- Febrer a juny de 1886 Primer aixecament del marabut Mahmadou Lamine
- 25 de març de 1886 Pau de Kéniebacoro
- 1886 Segon intent d'arribar a Tombuctú
- 16 d'abril de 1886 Tractat de Kéniebacoro
- juny de 1886 Frey retorna a França deixant com a comandant superior interí al cap de batalló Monségur.
- Juny a octubre de 1886 Interinitat de Monségur
- Octubre de 1886 és designat nou comandant superior al tinent coronel Joseph Gallieni.
- Hivern 1886-1887 Segon aixecament de Mahmadou Lamine
- 1887 Govern de Gallieni: missió anomenada "del Ouassoulou" que acaba el 23 de març de 1887 en el tractat dit de Bissandougou que garantia a França la riba esquerra del Níger i posava els estats sofes de la riba dreta del riu sota protectorat de França; a més es garantia la llibertat de comerç de França amb l'Ouassoulou (Wassulu).
- 15 de maig de 1887 Gallieni deixa el comandament interí (suplent) a Monségur i marxa cap a França. Gallieni va recuperar el comandament a la seva tornada el novembre de 1887.
- Juny de 1887 Tercer intent d'arribar a Tombuctú
- Novembre 1887 a desembre de 1887 Tercer aixecament de Mahmadou Lamine
- 1887-1888 Exploracions durant el govern de Gallieni
- 1888 Quart intent d'arribar a Tombuctú
- 1888 Enllaç amb Costa d'Ivori: protectorat sobre el regne de Kenedugu (Sikasso) el 18 de juny de 1888 i expedició de Binger al país de Kong 1887-1889.
- 1888-1891 Govern d'Archinard
- 1888-1889 Primera campanya d'Archinard amb la destrucció de la fortalesa o tata tuculor de Koundian
- 1889 tractat de Niako amb Samori, que confirmava a França la sobirania dels territoris a l'esquerra del Níger des de Siguiri fins a les fonts del riu.
- 1889 La província del Oulada i el país de Dinguiray són sotmesos.
- Setembre-octubre 1889 Expedició cap a Tombuctú que arriba a territori tuareg però no arriba a aquesta ciutat.
- 1889-1890 Segona campanya d'Archinard conquesta de Ségou deixant als tuculors només Kaarta
- 1890 Missió francesa al país dels Mossis
- 18 d'agost de 1890, el territori és rebatejat Territori del Sudan Francès
- 1890-1891 Tercera campanya d'Archinard conquesta de Kaarta (desembre) i Nioro (1 de gener de 1891)
- Febrer de 1891 Repressió de la revolte del Baninko i conquesta de la tata de Diena
- Abril de 1891 Campanya de la Vall del Milo, conquesta de Kankan i Dinguiray
- Desembre de 1891 a abril de 1892 Campanya d'Humbert a la Vall del Milo, conquesta de Kérouané i Sanankoro
- Gener-juny 1892 Revolta de Sansanding i Ségou, reprimida
- Maig 1892 Samori marxa cap a l'est del riu Dion. Kérouané és assetjada pels sofes fins al gener de 1893.
- 12 de juliol Humbert entrega el comandament al comandant Borgey
- 27 d'agost de 1892, el territori del Sudan Francès és convertit en colònia separada com Colònia del Sudan Francès i el coronel Louis Archinard nomenat comandant superior (el títol de governador no s'establirà en aquesta colònia fins al 1893).
- 1892-1893 Segon govern d'Archinard
- 1893 Conquesta de Djenné, Mopti i Bandiagara (Macina). Fugida d'Ahamadu i establiment d'un sultanat titella a Macina
- Agost a desembre 1893 Govern de Bonnier. Darreres operacions contra Samori.

## Convenció de límits amb la Gran Bretanya
El 1888 l'Imperi Britànic i l'Imperi Alemany van declarar la neutralitat dels països de Kradji, Salaga i l'alt Volta; el 1890, davant dels fets al bucle del Níger, van reconèixer la situació però estipulant que Alemanya, França i Gran Bretanya podrien instal·lar-se de manera permanent a la zona i comissaris mixtes determinarien les zones d'acció respectives. Gran Bretanya va demanar una reunió de la comissió anglo-francesa per fixar les esferes d'influència de cada estat a la zona del Níger i durant 1890 els delegats (M. Waddingtou, per França, i lord Salisbury per Gran Bretanya) es van trobar a Londres i van establir una convenció signada el 5 d'agost de 1890.
En virtut d'aquest acord una línia recta de Say a Barroua marcaria en endavant el límit accessible per les dues potències; així la millor part quedava per Anglaterra amb terrenys rics i fèrtils al sud (regnes hausses, Sokoto, Bornu) mentre les terres al nord, més àrides, foren reconeguts a França. La navegació pel riu Níger fou declarada lliure igual que la del seu afluent el riu Benue (Bénoué en francès); la «Companyia del Níger», instal·lada a les boques del riu gaudiria del dret internacional sobre la desembocadura; més enllà del Txad, el Sultanat de Baguirmi i l'Emirat d'Adamaua restarien independents a l'espera del primer ocupant.
M. Etienne, subsecretari d'Estat per les Colònies va confiar al comandant Monteil la tasca d'examinar la línia Say-Barroua, precisant la demarcació i en ruta havia de signar tractats comercials amb les poblacions visitades, buscant també una via d'accés cap al Txad i el Sudan central. Monteuil va sortir el desembre de 189 de Saint Louis del Senegal amb el seu ajudant Badaire, un intèrpret secretari (Rosnoblet, que es va posar malalt aviat i va retornar) i 16 negres; va remuntar el riu Senegal i el Níger i va arribar a Ségou on va organitzar els portadors i mules que li calien.
El gener de 1891 va arribar a San on es va aturar uns dies pel cansament dels seus homes, no acostumats a les marxes; després va anar a Kinian que el rei Tieba de Sikasso estava assetjant amb ajut del capità Quiquandon. El metge Crozat li va donar un bon guia i papers pels mossis i va seguir cap a Sikasso, Bobo-Dioulaso, Lanfiéra, arribant el 28 d'abril a Waghadougou (Ouagadougou) on no va poder parar per tenir un home amb verola i es va dirigir a Dori; la peste bovina li va matar els seus animals i els portadors el van abandonar i a Zebba va haver de parar 45 dies per refer la seva columna. Després va seguir cap al Torodi i va arribar a Ouro-Gueladjio on era cap Ibrahima-ben-Gueladio, que es va mostrar força amistós. Després va creuar el Níger a Say (meitat d'agost) i es va dirigir pel camí més curt cap a Sokoto, passant per Dosso (capital del Djerma), Giouaé, capital del Maouri, Birni N'Kebbi i Argoungou o Argungu (capital de l'Emirat de Kebbi) on va reposar dues setmanes arribant el 18 d'octubre a Sokoto on el califa («comendedor dels creients») Lam-Dioulbé el va acollir cordialment. Deu dies després va continuar per Kaoura i Moussaoua fins a Kano, capital de la província de Tafirira; es va instal·lar allí fins a mig febrer de 1892 passant després a Haleidja o Hadeija on el cap del país li va donar una forta escorta per anar a Bornu, i per Borsari, es va dirigir a Kouka on va entrar el 10 d'abril sent rebut per quatre o cinc mil persones que formaven la població local; allí fou retingut quatre mesos acusat de voler acaparar els jaciments d'or del Txad. El 16 d'agost va poder reprendre la marxa seguint al nord la riba occidental del llac Txad, arribant a Barroua, de la que va establir la situació exacte, i a Nguirmi, darrera població del Bornu al límit del desert.
D'allí es va dirigir al Sàhara on va patir molt pel calor i la sed, fins a arribar a l'oasi de Kaouar on va restar del 12 al 29 de setembre; després va seguir cap al nord per Tadjerri, al Fezzan, Gatroun, Mourzouk (Murzuk), Tripolitana i va acabar a Trípoli de Barbaria (1 de desembre de 1892). Aquest camí de 1700 km a través de regions desolades i inhòspites va permetre reunir el Sudan Francès amb Algèria i el Txad, va demostrar la independència de Sokoto i Bornu i va aconseguir diverses aliances i informacions dels territoris desconeguts.

## Comandants superiors[2]
- 1880 Charles Émile Boilève
- 1880 - 1883 Gustave Borgnis-Desbordes
- 1883 - 1884 Charles Émile Boilève (segona vegada)
- 1884 - 1885 Antoine Vincent Auguste Combes (inicialment interí, confirmat el 4 de setembre de 1884)
- 1885 - 1886 Henri Nicolas Frey
- 1886 - 1888 Joseph Simon Gallieni (vegeu també "Govern de Gallieni")
- 1888 - 1891 Louis Archinard
- 1891 Comandant Herbin (interí de juliol a 10 d'octubre)
- 1891 - 1892 Pierre Marie Gustave Humbert
- 1892 Comandant Bourgey (12 de juliol a novembre)
- 1892 - 1893 Louis Archinard (segona vegada)
- 1893 François Xavier Louis Henri Gaëtan Bonnier (interí)